# Rui Calheiros da Gama
Rui Sérgio Carvalho dos Santos de Calheiros da Gama (Lisboa, 18 de outubro de 1959) é um advogado português, administrador do "Montepio Crédito - Instituição Financeira de Crédito SA" e presidente da mesa da assembleia geral do "Montepio Serviços ACE", tendo desde 1989 desempenhado cargos de direção no grupo Banco Montepio. Foi professor, presidente da direção do Real clube de campo Dom Carlos I, em Cascais, e é dirigente associativo, destacando-se como ativista social na defesa e promoção dos direitos das famílias numerosas portuguesas.

## Biografia

### Formação
- após a frequência do Liceu Camões, ingressou na Universidade Livre de Lisboa, licenciando-se em Direito em 1984;[1][2][3]

- (1985) curso de Formação bancária para jovens licenciados do Banco Borges e Irmão;[1]

- (2016-2017) curso de pós-graduação em Direito bancário do CIDP (Centro de Investigação de Direito Privado ), da Faculdade de Direito da Universidade de Lisboa;[1]

- (2016-2017) programa avançado de gestão de topo, na NOVA School of Business and Economics da Universidade Nova de Lisboa;[1]

- (2025) a frequentar o curso de pós-graduação em Corporate Governance  do CIDP (Centro de Investigação de Direito Privado), da Faculdade de Direito da Universidade de Lisboa;[1]

### Carreira
- advogado, foi admitido na  Ordem dos Advogados em 1986;[4][5]

- em 1989, ingressou nos quadros do Montepio, como advogado, exercendo, de julho de 1998 a abril de 2024, funções de diretor bancário. Foi diretor de recursos humanos, provedor do cliente (diretor do gabinete de procuradoria do cliente) e diretor dos serviços jurídicos e contencioso;[5][6][7][8][9][10][1]

- desde 2024, é administrador do "Montepio Crédito – Instituição Financeira de Crédito SA", do Grupo Banco Montepio;[11][12][13]
- foi presidente da mesa da Assembleia geral do Montepio Investimento, S.A., e é presidente da mesa da Assembleia geral do "Montepio Serviços ACE";[14][1]

### Atividades docentes
- de 1976 a 1980, foi formador da Escola de  socorrismo da Cruz Vermelha Portuguesa, então criada e patrocinada pelo SNA (Serviço Nacional de Ambulâncias) (INEM - Instituto Nacional de Emergência Médica, desde 1981), tendo sido instrutor de  socorrismo em cursos realizados na Faculdade de Medicina da Universidade de Lisboa, Hospital Júlio de Matos, Escola de Enfermagem São Vicente de Paulo,  Batalhão de Sapadores de Bombeiros de Lisboa, diversas Associações de bombeiros voluntários, Polícia de Segurança Pública (Escola Superior de Polícia e  Corpo Especial de Intervenção),  Direção Geral dos Serviços Prisionais (Prisão do Limoeiro), escolas do  ensino secundário, entre outras organizações públicas e privadas. Participou, coordenou e chefiou equipas de primeira intervenção em ações reais de socorro, bem como em simulacros e campanhas televisivas de sensibilização à prevenção rodoviária, entre outras;[1]

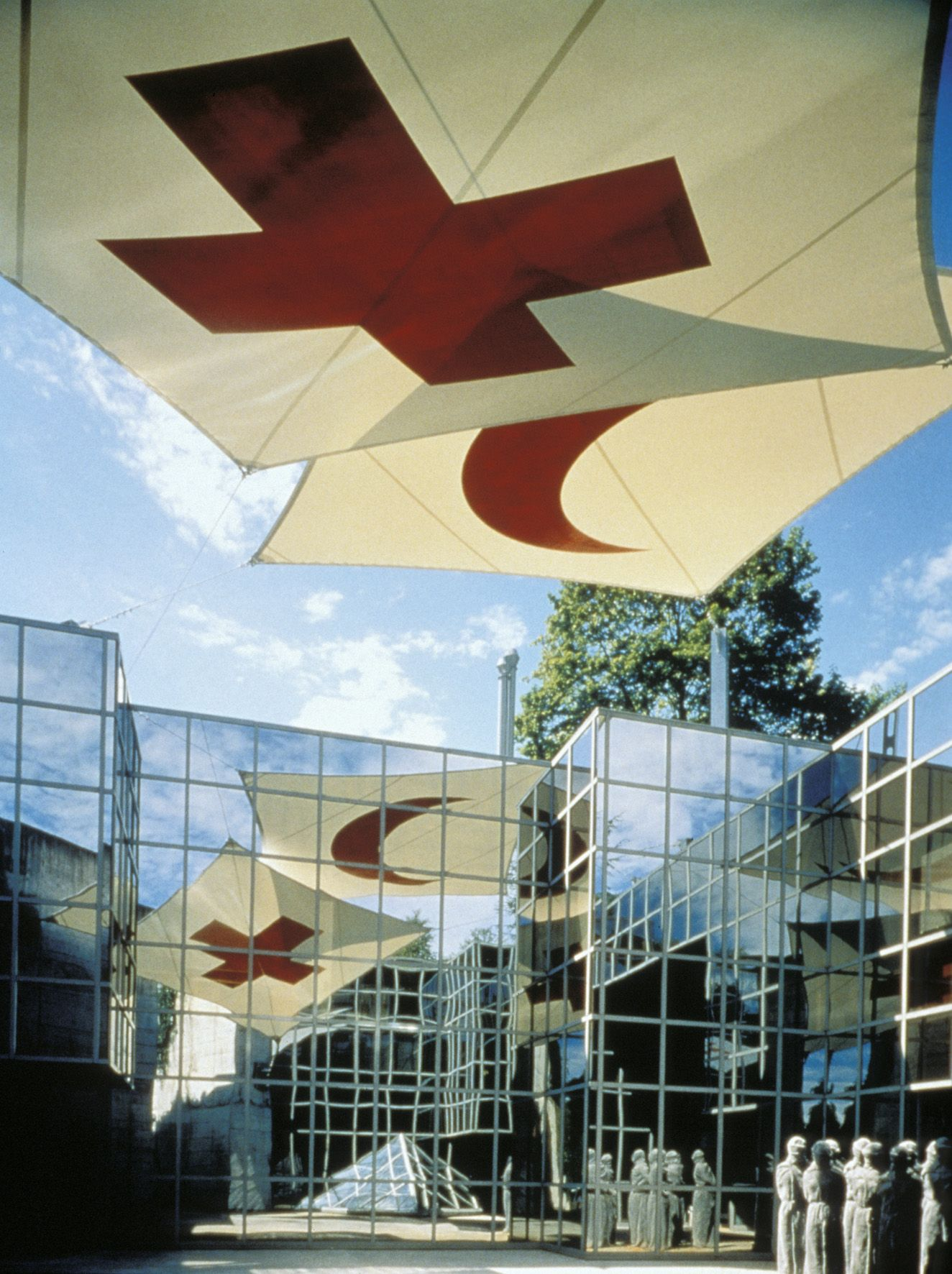
Entrada do museu da Cruz Vermelha Internacional, em Genebra

- em 1980, lecionou a disciplina de  Socorrismo (11º ano) no Colégio do Sagrado Coração de Maria de Lisboa, onde igualmente lecionou as disciplinas de Direito, Legislação e documentação comercial, Estudos sociais e História, tendo acumulado as suas funções docentes com a de membro da direção, daquele estabelecimento particular de ensino, de 1985 a 1989;[1]
- entre 1990 e 2005, foi formador em diversas ações promovidas por empresas de  segurança privada (Safety e Security), no âmbito dos seus cursos de formação interna, abrangendo as temáticas de  Direito criminal, instituto da  legítima defesa e uso e porte de armas de fogo.[1]

### Atividades associativas e outras
- em 1980, foi cofundador da Associação portuguesa de instrutores de socorrismo (APIS);  [15][16][1]

- foi sócio fundador da ACC- Associação Cultural de Cascais e da Cadeia da Esperança (ONG);[1]

- sócio fundador, em 1982, da ASAS (Associação de Serviço e Apoio Social), sita à Rua Sousa Lopes, em Lisboa, instituição particular de solidariedade social, sem fins lucrativos, que exerce a sua atividade na área da economia social, primeira residência sénior (Lar residencial, Apoio domiciliário e Centro de Dia), construída de raiz para o efeito, ali exerceu as funções de diretor técnico, entre abril e julho de 1983, aquando do início do funcionamento daquela unidade sénior,  com o objetivo de organizar os seus serviços. Até 2020, integrou diversos mandatos dos seus órgãos sociais, incluindo de direção. [1][2][17]

- de 2014 a 2022, foi presidente da direção do Real clube de campo Dom Carlos I, em Cascais;[18]

- é vogal do conselho fiscal, para o triénio 2024-2027, da Associação portuguesa de famílias numerosas, de cujo órgão social foi presidente em vários mandatos e em cujo âmbito tem lutado pela equidade social e justiça e contra a permanente penalização de que são alvo as famílias numerosas (consideradas como tal aquelas cujo agregado familiar conta com três ou mais filhos), pela não assunção da regra da despesa/rendimento "per capita", nomeadamente em sede de Imposto sobre o Rendimento de Pessoas Singulares (IRS), Imposto Municipal sobre Imóveis (IMI) e consumos de serviços básicos domésticos,  pese embora alguns dos avanços já alcançados em sede de tributação fiscal relativamente ao IRS, IMI e ISV (imposto sobre veículos), tendo-se também conseguido a existência em muitas autarquias de Portugal de tarifas municipais especiais e mais favoráveis para famílias numerosas no que concerne ao abastecimento de água, saneamento e resíduos sólidos e ainda no que respeita aos consumos energéticos e à criação do Passe Família nas áreas metropolitanas de Lisboa e do Porto;[19][20][21][22][5][23][24][25][26][27][28][29]
- autor de nota da contracapa do livro "A arte de tornar-se inútil: desenvolvendo líderes para vencer desafios", de Ricardo Vargas; 9ª edição; Lisboa; Gradiva; 2014; ISBN 978-972-662-985-6;[30][31]

### Vida pessoal
Nasceu em Lisboa, a 18 de outubro de 1959. Tem dois irmãos. É casado com Alexandra Maria Ribas Marques de Calheiros da Gama, de quem tem sete filhos: João Maria, Mariana, Tomás Maria, Maria, Maria Madalena, Maria Matilde e Marta.